# Colson Whitehead
Arch Colson Chipp Whitehead (New York, 6 novembre 1969) è uno scrittore, giornalista e sceneggiatore statunitense.

## Biografia
Colson Whitehead è nato e cresciuto a New York. Dopo essersi laureato in Inglese all'Università Harvard nel 1991, ha cominciato a scrivere di libri, televisione e musica per il settimanale The Village Voice.
Nel 1999 ha pubblicato il suo primo romanzo, L'intuizionista (The Intuitionist), finalista del Premio PEN/Hemingway. Due anni dopo è seguito John Henry festival (John Henry Days), finalista del Premio Pulitzer per la narrativa e del National Book Critics Circle Award.
La sua terza opera, Il colosso di New York (The Colossus of New York) (2003), è un libro di saggi sulla sua città natale.
Nel 2012 vince il Premio Dos Passos. Con il suo romanzo La ferrovia sotterranea (The Underground Railroad) vince il National Book Award per la narrativa nel 2016; il Premio Pulitzer per la narrativa nel 2017; e infine il Premio Arthur C. Clarke nel 2017. Nel 2020 vince il suo secondo Premio Pulitzer per I ragazzi della Nickel da cui, nel 2024, verrà tratto il film Nickel Boys.

## Opere

### Narrativa
- L'intuizionista (The Intuitionist, 1999), traduzione di K. Bagnoli, Milano, Mondadori, 2000, ISBN 978-88-045-1157-1.
- John Henry festival (John Henry Days, 2001), traduzione di M. Testa, Roma, Minimum fax, 2002, ISBN 978-88-877-6564-9.
- Il Colosso di New York  (The Colossus of New York, 2003), traduzione di K. Bagnoli, Milano, Mondadori, 2004, ISBN 978-88-045-2466-3.
- Apex nasconde il dolore (Apex Hides the Hurt, 2006), traduzione di K. Bagnoli, Milano, Mondadori, 2007, ISBN 978-88-045-7329-6.
- Sag Harbor (2009), traduzione di M. C. Dallavalle, Milano, Mondadori, 2010, ISBN 978-88-046-0143-2.
- Zona uno (Zone One, 2012), traduzione di P. Brusasco, Torino, Einaudi, 2013, ISBN 978-88-062-1314-5.
- La ferrovia sotterranea (The Underground Railroad, 2016), traduzione di M. Testa, Roma, Sur, 2017, ISBN 978-88-699-8087-9.
- I ragazzi della Nickel (The Nickel Boys, 2019), traduzione di S. Pareschi, Milano, Mondadori, 2019, ISBN 978-88-047-1322-7.
- Il ritmo di Harlem (Harlem Shuffle, 2021), traduzione di Silvia Pareschi , Milano, Mondadori, 2021, ISBN 978-88-047-4043-8.
- Manifesto criminale (Crook Manifesto, 2022), traduzione di Silvia Pareschi, Mondadori, Milano 2023, ISBN 9788804775874.

### Saggistica
- La nobile arte del bluff (The Noble Hustle: Poker, Beef Jerky & Death, 2014), traduzione di P. Brusasco, Torino, Einaudi, 2016, ISBN 978-88-062-2492-9.

## Filmografia

### Sceneggiatore
- La ferrovia sotterranea (miniserie televisiva) - serie TV, 11 episodi (2021)